# Johannistal (Leipzig)

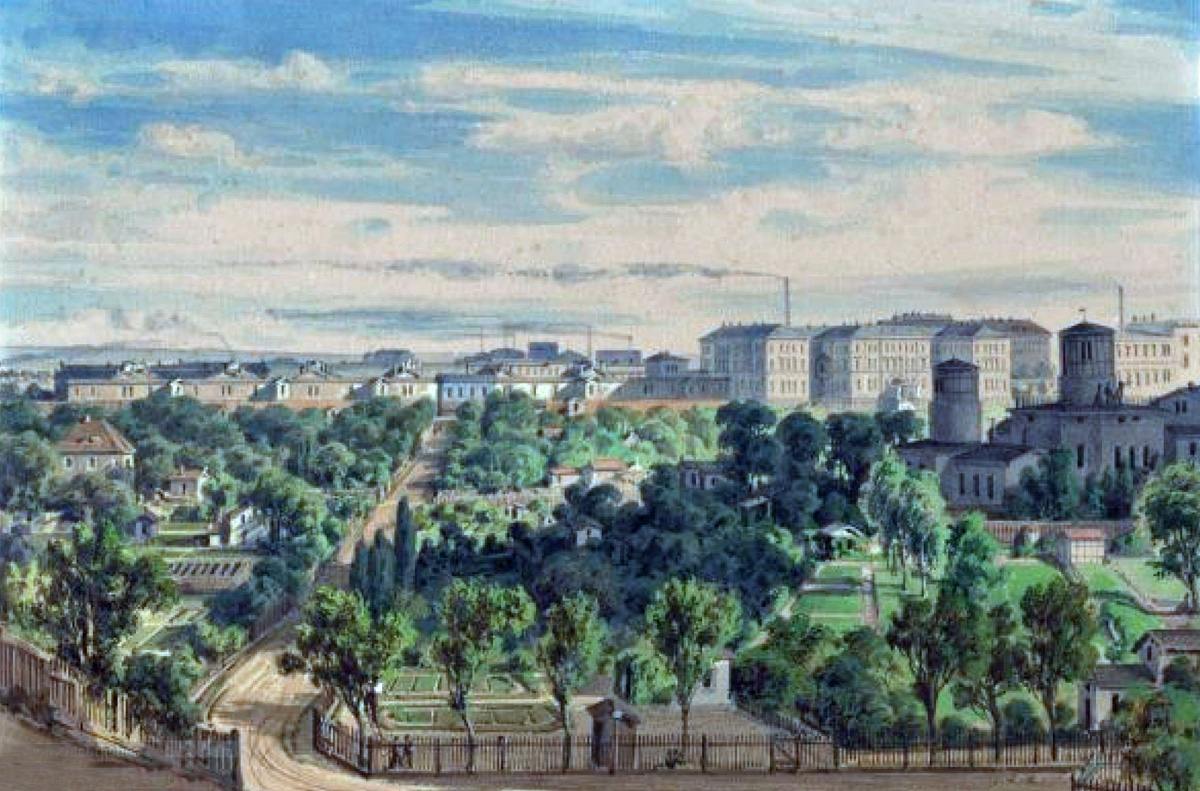
Das Johannistal 1873, rechts die neue Sternwarte, hinten die Bebauung der Talstraße

Das Johannistal ist eine Geländesenke in der südöstlichen Vorstadt von Leipzig. Hier befindet sich die älteste Kleingartenanlage Sachsens und die zweitälteste Deutschlands, der Kleingartenverein Johannistal 1832 e.V.

## Lage
Das Johannistal schließt sich nach Osten an das Seeburgviertel an. Der ehemals größere Bereich wird heute begrenzt von der Stephanstraße im Westen, der Johannisallee im Osten sowie den Bebauungen der Prager Straße im Norden und der Liebigstraße im Süden. In diesen Grenzen hat das Gelände die Abmessungen von 500 Metern Länge und 150 Metern maximaler Breite. Die Entfernung zum Innenstadtring beträgt lediglich 600 Meter.

## Geschichte
Das Gelände des Johannistals gehörte von alters her dem Johannishospital, das seit 1391 unter städtischer Verwaltung stand. An seinem westlichen Ende befanden sich große Sandgruben, die sogenannten Ratssandgruben. Darauf Bezug nahm die Bezeichnung der zum Johannistal führenden Sandgasse in der Johannisvorstadt, der Vorläuferin des späteren Seeburgviertels, und das Sandtor.

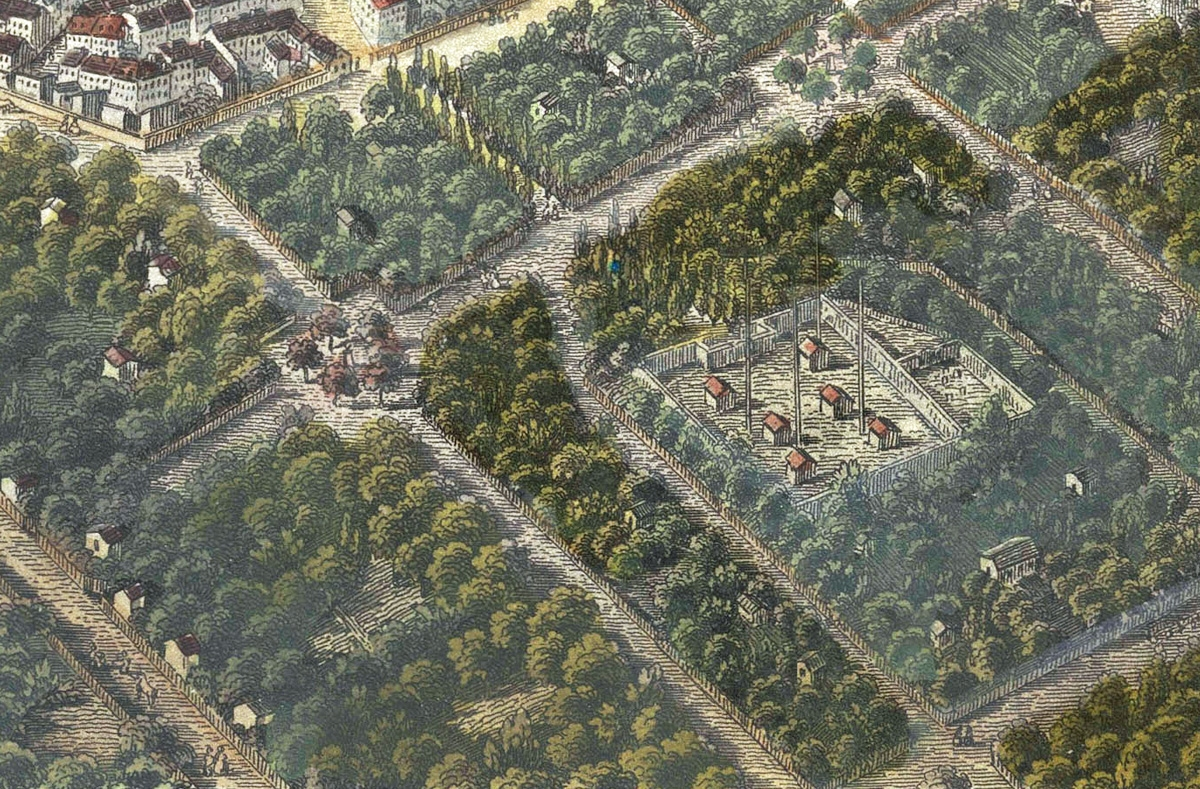
Pulverhäuser und erster jüdischer Friedhof in den Gärten des Johannistals um 1850

Im mittleren Teil des Gebietes befanden sich in Sicherheitsabstand zur Stadt die Schießpulver-Häuser der Leipziger Kaufmannschaft. Das waren auf einem eingefriedeten Gelände kleine Hütten und zwischen diesen hohe Masten zum Blitzschutz. 1814 hatte der Rat der Stadt genehmigt, neben den Pulverhäusern einen jüdischen Friedhof anzulegen. Es war der erste jüdische Friedhof der Stadt.
Zu Beginn des 19. Jahrhunderts waren die Sandgruben erschöpft und das Gelände ziemlich verwildert. Im Jahr 1832 wandte sich die Witwe Amalie Winter aus der Johannisvorstadt an den Vorsteher des Johannishospitals und Stadtratsmitglied Moritz Seeburg mit der Bitte, ein Stück Land in der Sandgrube säubern und sich einen Garten anlegen zu dürfen. Bei drei Taler Jahrespacht wurde ihr die Bitte genehmigt, und sie wurde die erste Gartenpächterin. 1832 wurde ein Platz in der Gartenanlage nach ihr benannt. Da zahlreiche weitere Gartenwünsche auftauchten, beschloss der Rat der Stadt auf Betreiben Seeburgs noch im gleichen Jahr, das Gelände generell in eine Kleingartenanlage umzugestalten und die Pacht dem Hospital zuzuführen. Als eine Arbeitsbeschaffungsmaßnahme konnte das Vorhaben schnell realisiert und zum
Johannisfest 1833 mit einer feierlichen Einweihungszeremonie das „Johannistal“ gegründet werden, das von da an offiziell diesen Namen führte. Das Johannisfest wurde in den nächsten Jahren jeweils als großes Volksfest begangen.
Im August 1833 wurden an der nördlichen Grenze des Johannistales drei Linden gepflanzt und eine weitere im Mai 1834. Sie erhielten die Namen König-Anton-Linde, Friedrich-August-Linde, Konstitutionslinde (nach der sächsischen Verfassung von 1831) und Marienlinde (nach Prinzessin Maria (1796–1865)). Die Linden waren namensgebend für die spätere Lindenstraße, jetzt An der Verfassungslinde. Heute gibt es auf dem Areal des Johannistals wieder vier Linden mit den ursprünglichen Namen.
Die Anlage umfasste über 200 Gärten. Das Ziel, Gärten für die Selbstversorgung ärmerer Schichten zu schaffen, wurde insofern verfehlt, da sich viele Leute die Jahrespacht von drei Talern nicht leisten konnten. Die Absicht, sich dennoch aus den Gärten versorgen zu wollen, muss groß gewesen sein, denn Mitte des 19. Jahrhunderts wurde im Johannistal eine Polizeistation errichtet. In den 1860er Jahren mussten rund 10 % des Pachtzinses für die Bewachung der Parzellen ausgegeben werden.
Mitte des 19. Jahrhunderts wurde durch einen Sponsor im Johannistal ein Denkmal für den sächsischen König Anton (1755–1836) errichtet, ein Sandsteinquader mit einer aufgesetzten Eisengussbüste. Die Büste wurde 1917 entwendet. 1858 wurde dem 1851 verstorbenen Förderer der Anlage Moritz Seeburg durch seine Witwe ein Gedenkstein gesetzt, der heute noch vorhanden ist. 1860/1861 entstand auf dem Gelände der Pulverhäuser die neue Universitätssternwarte, und 1864 fand auf dem jüdischen Friedhof aus Platzmangel die letzte Beisetzung statt.

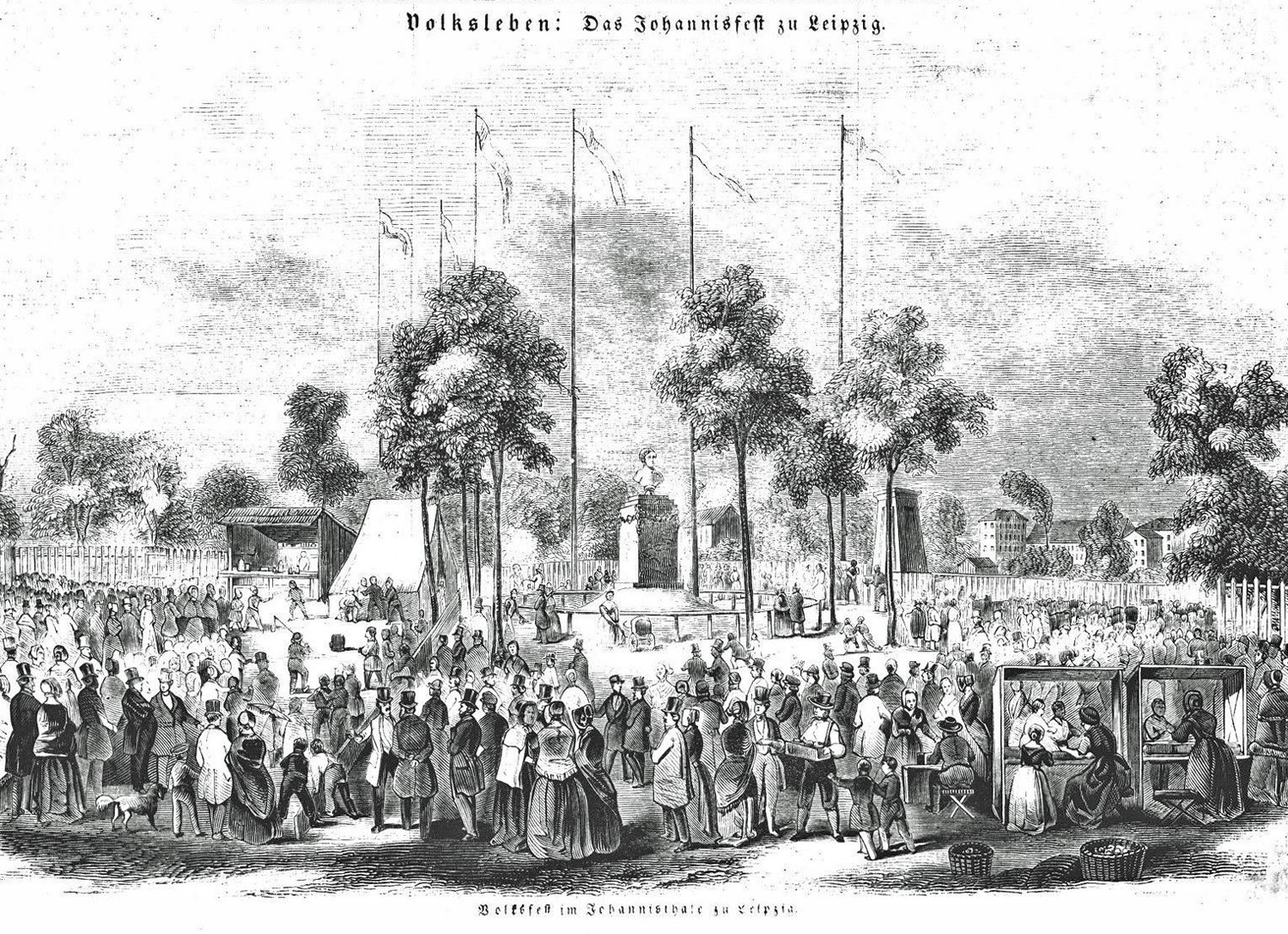
Johannisfestszene um 1840
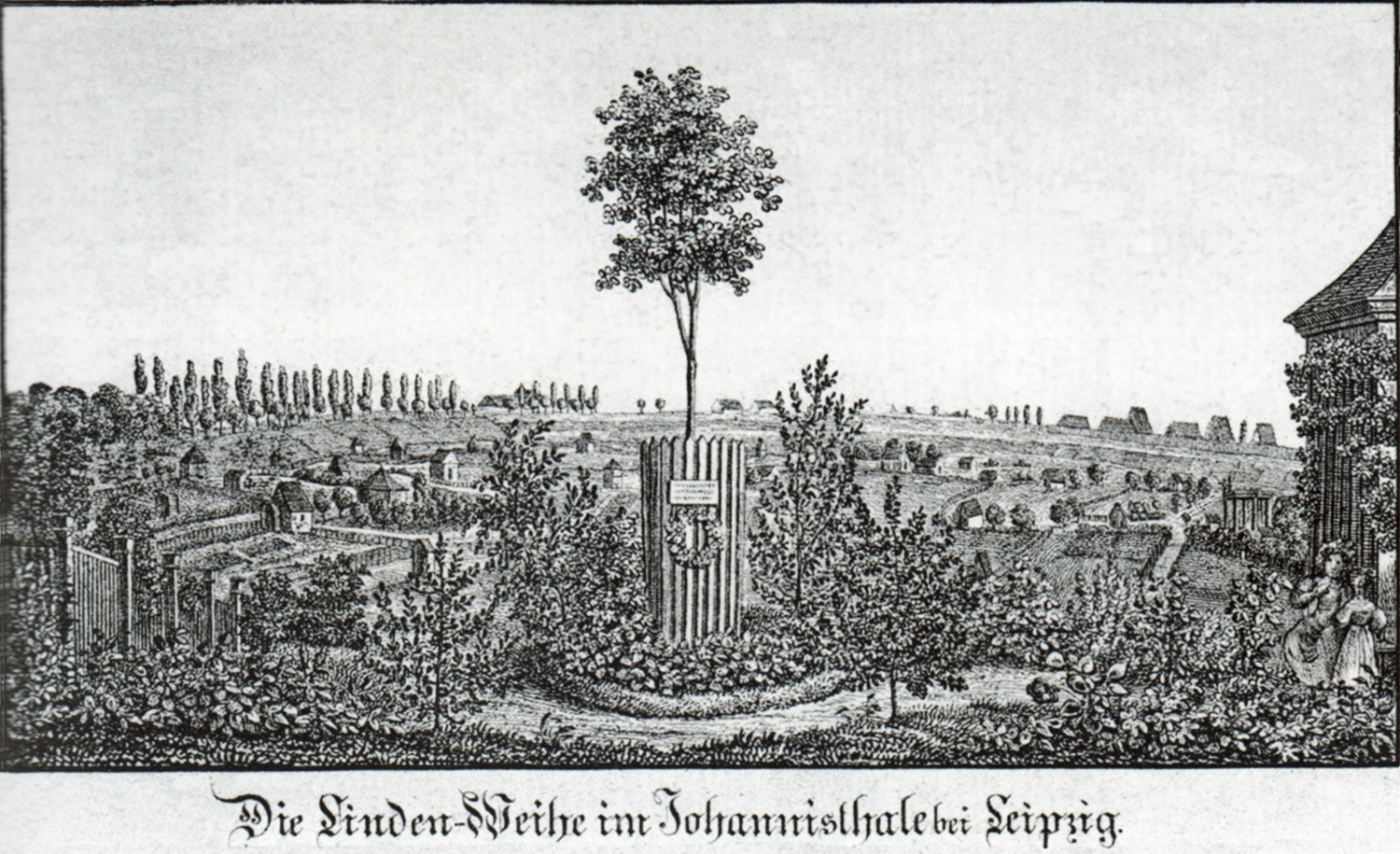
Eine der vier Linden
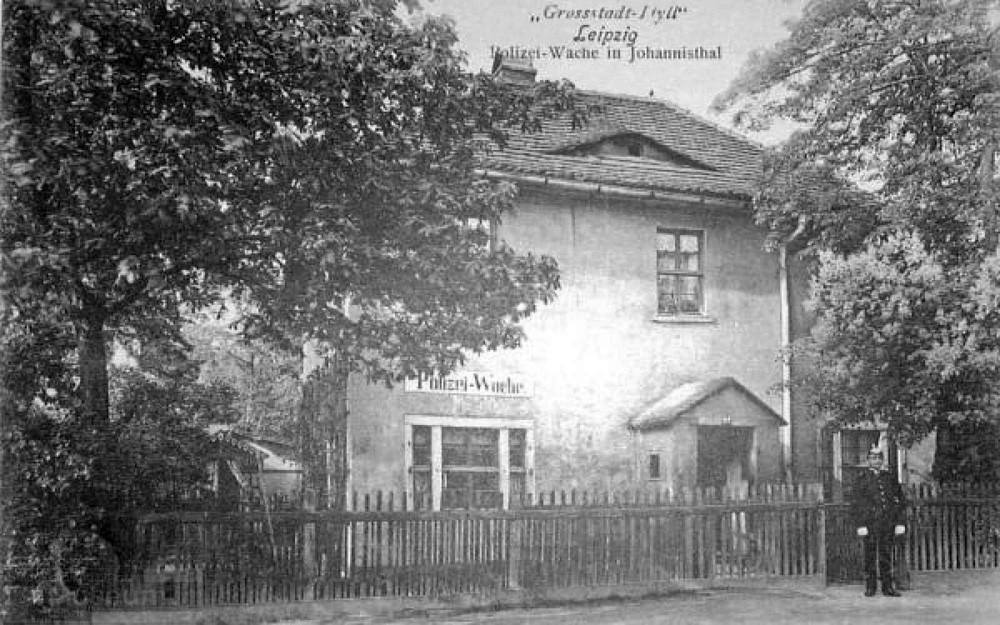
Die Polizeiwache im Johannistal
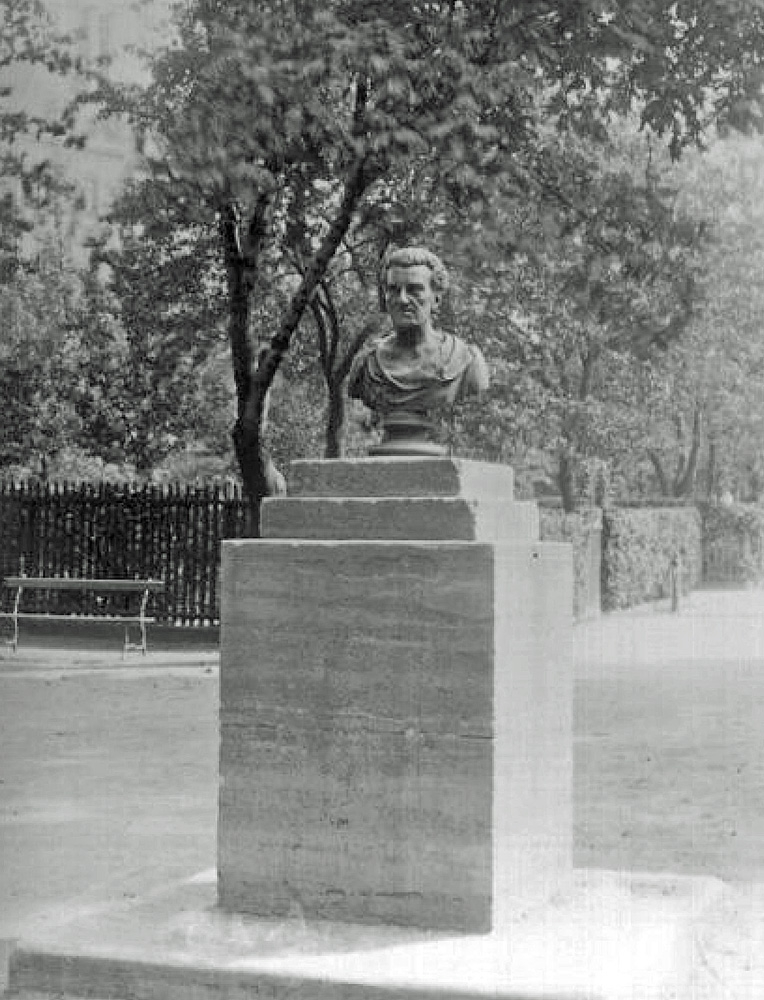
Das König-Anton-Denkmal
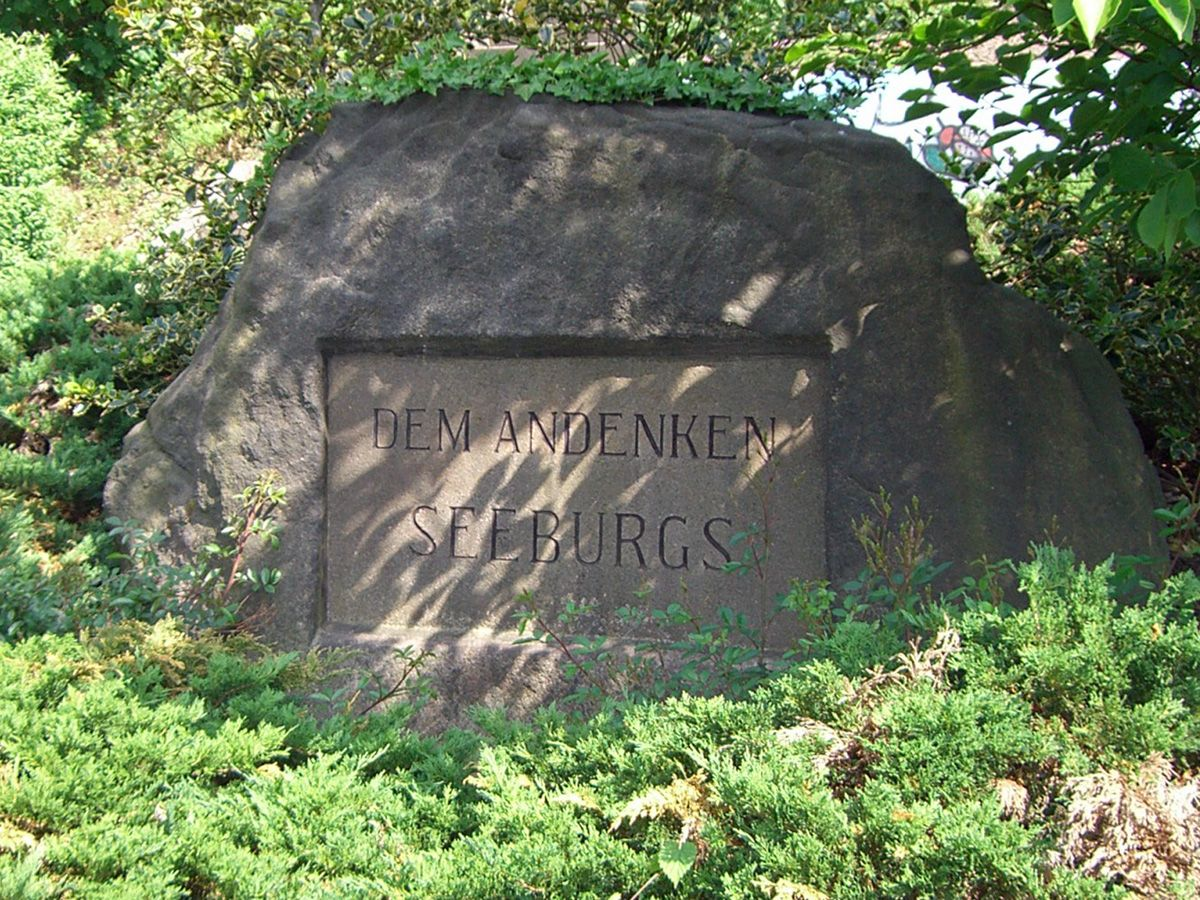
Der Seeburg-Stein 2011

Gegen Ende des 19. Jahrhunderts begann die Reduzierung der Johannistaler Gärten, zunächst mit der Anlage der Stephanstraße und der Bebauung zwischen ihr und der Talstraße, der alten Westgrenze der Anlage, wobei ein Geländestreifen von etwa 160 Meter Breite in Anspruch genommen wurde. Nun lag die Sternwarte direkt an der Stephanstraße. Weitere Bauten an der Liebigstraße folgten 1892 mit der Frauenklinik und der Hautklinik der Universität 1931.
1912 war die Gartenanlage durch den Rat der Stadt übernommen worden. Die Pacht betrug nun 15 Pfennige pro m² und Jahr. Ende der 1920er Jahre wurden in Leipzig mehrere Volksparkanlagen errichtet. Ein Volkspark war auch für das Johannistal vorgesehen. Um dieses zu verhindern, gründeten die Gartenpächter 1927 einen Kleingartenverein und konnten die Gärten erhalten.
1937 wurde von den nationalsozialistischen Machthabern der jüdische Friedhof im Johannistal beseitigt und zu Gartenland gemacht. Durch den Luftangriff auf Leipzig vom 4. Dezember 1943 wurde auch die Gartenanlage schwer in Mitleidenschaft gezogen. Nach dem Zweiten Weltkrieg führte eine der Leipziger Trümmerbahnen ins Johannistal. Die Kleingärtner konnten sich bei der Sowjetischen Militäradministration erfolgreich dagegen wehren. Aber da waren schon 25.000 m³ Trümmerschutt aus dem Bereich des Augustusplatzes verkippt.
Während der DDR-Zeit erfüllten die Kleingärten wichtige Versorgungsleistungen. So hatten die Kleingärtner des Johannistales die Auflage, im Jahr 38 Tonnen Obst und Gemüse zu erzeugen. Ab 1955 setzte sich der Verlust von Gartenland fort.  Von 1955 bis 1961 wurde der Neubau des Physiologischen Institutes der Universität (Carl-Ludwig-Institut) am Ende der Liebigstraße unter Einbeziehung von Gärten errichtet, 1976 das Verwaltungsgebäude des Kombinats Chemieanlagenbau Leipzig-Grimma an der Leninstraße (Prager Straße) und in den 1990er Jahren Bauten der Nuklearmedizin der Universität.
Der Verein Johannistal 1832 nutzt heute noch 141 unter Denkmalschutz stehende Gärten von ehemals 221 auf einer Fläche von 4,85 Hektar.